# 共同诉讼
共同诉讼是指当事人一方或双方为两人（或以上），其诉讼标的共同或者属于同一种类的诉讼。共同訴訟，依訴訟標的是否合一確定可分為必要共同诉讼和普通共同诉讼，前者訴訟標的須合一確定、後者則否。共同诉讼的優點在於訴訟經濟、节约司法资源並且避免裁判矛盾。

## 普通共同訴訟
诉讼标的属于同一种类的为普通共同诉讼，其共同诉讼人之间没有共同的诉讼权利和义务，是可分之诉，是否分开审理取决于当事人的同意和法院的决定。

## 必要共同訴訟
對各當事人而言，訴訟標的須合一確定者為必要共同訴訟。為了謀求當事人間裁判之一致，各當事人之訴訟實施權均受到了相當的限制。
必要共同訴訟又可分為固有必要共同訴訟和類似必要共同訴訟二者，區分的標準為是否須全體當事人一同起訴或被訴當事人始適格。

### 固有必要共同訴訟
共同訴訟乃訴訟標的之權利或法律關係，必須數人一同起訴或一同被訴，且訴訟標的對於數人必須合一確定。

### 類似必要共同訴訟
類似必要共同訴訟乃訴訟由數人分別起訴，雖不生當事人適格，若共同起訴，必須為相同判決，如分別起訴法院判決，其效力及於當事人以外之第三人。